# 赵麟 (明朝)
赵麟（？—？），宜城人，是一名明朝政治人物。
赵麟曾于永乐十年(1412年)接替叶仲贤任邵武府知府一职，永乐十二年(1414年)由刘士传接任。